# L'Homme perdu (film, 1951)
Pour les articles homonymes, voir L'Homme perdu.
Pour plus de détails, voir Fiche technique et Distribution.
L'Homme perdu (Der Verlorene) est un film allemand réalisé par Peter Lorre, sorti en 1951, dont un roman sera tiré et publié en 1996.   
Il fait partie de la tradition d'après-guerre des films de décombres.[réf. nécessaire]

## Synopsis
En 1945, le docteur Neumeister alors qu'il est occupé à vacciner la population d'un camp de réfugiés, reconnaît dans son nouvel assistant Nowak un ancien membre du contre-espionnage (Abwehr) auquel il avait été confronté dans les derniers temps de la guerre. Chacun des deux anciens agents du Reich opérant sous une fausse identité est ainsi pour l'autre un danger. Le soir même au réfectoire du camp, ils évoquent à mots couverts leur affrontement passé. 
Après ce prologue vient le récit de Neumeister qui sous forme de flash-back donne la clé et les détails de l'histoire : un an plus tôt le docteur sous son nom véritable de Rothe, mène des recherches en biologie pour le compte du Reich, tandis que le policier alors sous son nom véritable de Hoesch enquête sur les fuites qui permettent à l'Intelligence service de connaître dans le détail l'évolution de ces recherches. 
Il a découvert que c'est la maîtresse de Rothe qui transmet à son père en Suède les informations confidentielles. Rothe étrangle la femme, après quoi il se trouvera régulièrement saisi de pulsions criminelles auxquelles il essaie en vain d'échapper au fil d'errances dans la ville. Décidé à en finir, il détruit son laboratoire et désireux de liquider Hoesch dont il a volé le revolver, il tente de le retrouver chez leur supérieur, le colonel Winkler. S'étant introduit dans sa demeure à la faveur d'une réunion dont il ignore le motif, Rothe apprend qu'un complot a été éventé, et que Winkler et son groupe sont en passe d'être arrêtés. Après une fuite dans la ville fraîchement dévastée par un bombardement d'ampleur, Winkler est abattu et Rothe parvient à s'enfuir. 
A la fin du récit de Rothe on retrouve les deux hommes face à face. 
Pour Rothe le moment est venu de régler ses comptes.

## Fiche technique
- Titre français : L’Homme perdu
- Titre anglais : The Lost One
- Titre original : Der Verlorene
- Réalisation : Peter Lorre
- Scénario : Axel Eggebrecht, Peter Lorre, Benno Vigny, avec la collaboration de Helmut Käutner
- Musique : Willy Schmidt-Gentner
- Décors : Franz Schroedter, Karl Weber
- Photographie : Vaclav Vich
- Son : Martin Müller
- Montage et assistant réalisateur : Carl Otto Bartning
- Production : Arnold Pressburger
- Genre : Drame
- Durée : 98 minutes
- Pays :  Allemagne de l'Ouest
- Date de sortie : 7 septembre 1951
- Format : Noir et blanc

## Distribution
- Peter Lorre : Dr Karl Rothe, alias Dr Karl Neumeister
- Karl John : Hösch, alias Nowak
- Helmuth Rudolph : Colonel Winkler
- Johanna Hofer : Mme Hermann
- Renate Mannhardt : Inge Hermann
- Eva Ingeborg Scholz : Ursula Weber
- Gisela Trowe : la prostituée
- Lotte Rausch : Hélène
- Hansi Wendler : secrétaire
- Josef Dahmen : Lieske, barman de la cantine
- Alexander Hunzinger : l'homme saoul
- Kurt Meister : Preefke
- Peter Ahrweiler : le lieutenant-colonel Marquardt
- Richard Münch : le premier inspecteur de la Criminelle

## Appréciation critique
« L'Homme perdu est une parabole sur le nazisme et la corruption qui manque parfois de clarté, mais n'est pas sans intérêt. »

— Télé 7 jours no 1404, 25 avril 1987

« Peter Lorre est l'interprète idéal de cet homme hanté, comme altéré, avec sa voix monocorde et son débit si caractéristique. Il est difficile de ne pas penser au Peter Lorre de M le maudit qu'il a tourné 20 ans plus tôt peu avant qu'il ne quitte l'Allemagne.[...] L'homme perdu sera hélas l'unique film de Peter Lorre en tant que réalisateur. C'est un film très sombre mais aussi très fort et terriblement implacable dans son propos. »

— L'Œil sur l'Écran, sur films.blog.lemonde.fr, 2 mars 2009